# 키프로스 도서관
키프로스 도서관(그리스어: Κυπριακή Βιβλιοθήκη, 튀르키예어: Kıbrıs Kütüphanesi)은 키프로스 니코시아에 위치한 국립도서관이다.